# Hoher Justizhof (Direktorium)

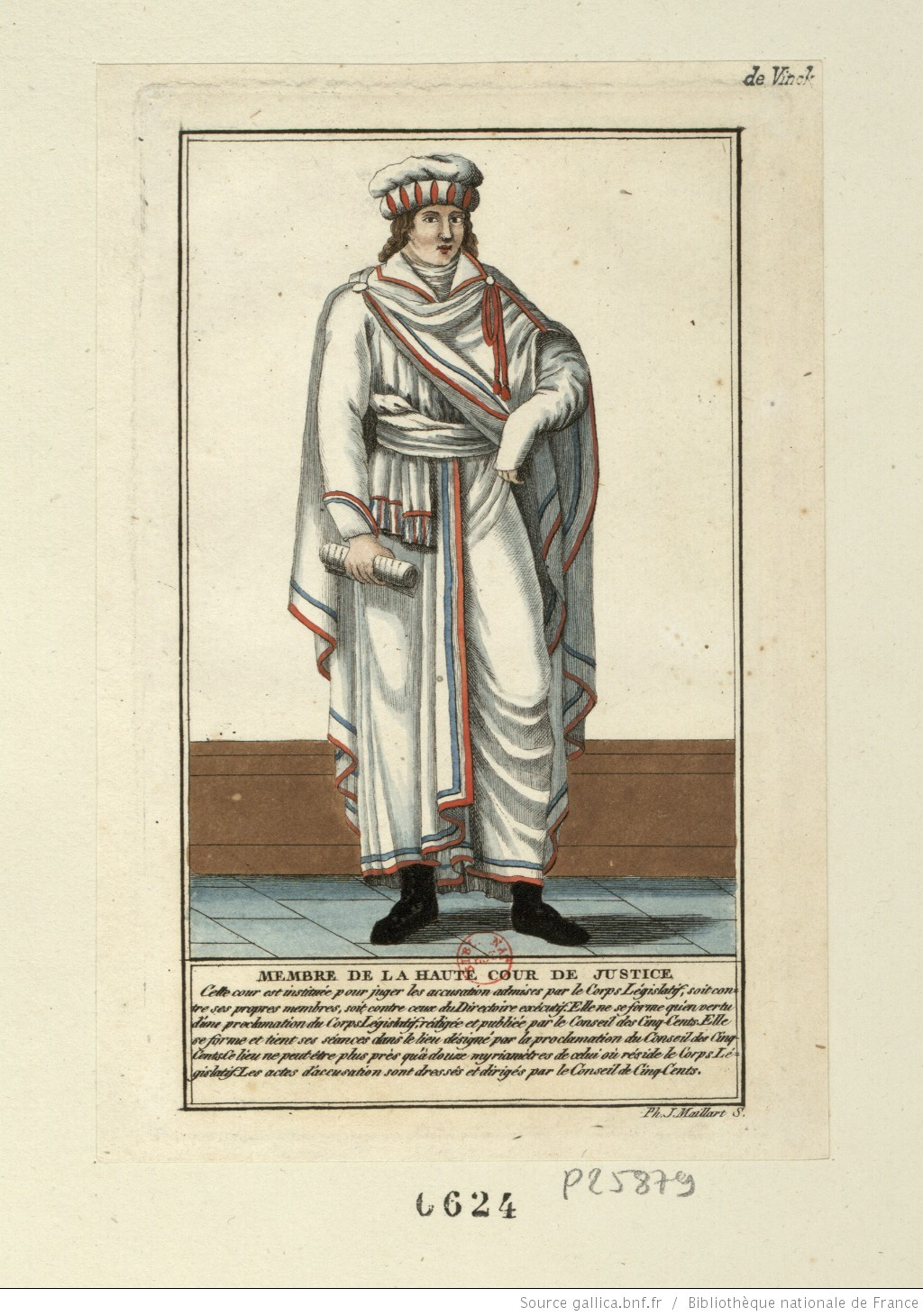
Abbild eines Mitglieds des Hohen Justizhofes mit Talar

Der Haute Cour de Justice (deutsch Hoher Justizhof) war in Frankreich zur Zeit des Direktoriums (Le Directoire; 26. Oktober 1795 – 24. Dezember 1799) das höchste Gericht Frankreichs und diente der Behandlung von Fällen, über Abgeordnete der beiden Kammern und hohe Staatsbeamte.
Die Verfassung vom 5. Fructidor (Fructidor war in Frankreich der zwölfte Monat des republikanischen Kalenders der Französischen Revolution) regelte in ihren Artikeln 265 bis 273 unter anderem, dass die Jury aus fünf Richtern zu bestehen hat, die in einem Losverfahren aus dem Kreis der Richter der Kassationsgerichte gewählt werden. Weiter wurde wie auch beim Vorgänger Nationales Hochgericht ein Mindestabstand zur Landeshauptstadt festgesetzt. Dieses Mal musste ein Abstand von 120 Kilometern gewährleistet sein. Bei der einzigen Anrufung des Gerichtes in seinem Bestehen wurde sich für die Kleinstadt Vendôme  entschieden.
Einziger behandelter Fall war die Verschwörung der Gleichen mit ihrem Führer Gracchus Babeuf.